# Cochengo Miranda
 Cochengo Miranda es una película documental en colores de Argentina dirigida por Jorge Prelorán que fue producida en 1975, nunca fue estrenada comercialmente si bien se la vio el 12 de marzo de 2005 en el Festival Internacional de Cine de Mar del Plata. Colaboraron en el filme Ercilia Moreno Cha, Mabel Prelorán yAlejo Apsega.

## Sinopsis
La cotidaneidad de un puestero pampeano.

## Comentarios
Se trata de un filme documental en 16 mm. que es exhibido ocasionalmente en retrospectivas del director. Jorge Preloran (1933-2009) fue uno de los principales referentes del cine etnográfico  argentino. Sus obras documentan las llamadas “culturas moribundas”, denunciando el proceso de transculturación  producido en las zonas rurales argentinas. La influencia de los nuevos elementos introducidos por la tecnología, (radio, bicicleta, automóvil) y la capacidad de adaptación del hombre, para controlar el ambiente donde vive.Sus personajes siempre pertenecen a zonas rurales marginales con poco acceso a los medios de comunicación.